# Kellie Harrington
Kellie Harrington (ur. 11 grudnia 1989 r. w Dublinie) – irlandzka bokserka, dwukrotna mistrzyni olimpijska, złota i srebrna medalistka mistrzostw świata, mistrzyni Europy, złota medalistka igrzysk europejskich. Występowała w kategoriach od 60 do 69 kg.

## Kariera
Boks zaczęła uprawiać w 2005 roku.
W maju 2016 roku na mistrzostwach świata w Astanie zdobyła srebrny medal, przegrywając w finale z Chinką Yang Wenlu. Podczas listopadowych mistrzostw Europy w Sofii odpadła w pierwszej rundzie po porażce z Rosjanką Aleksandrą Ordiną.
Dwa lata później na mistrzostwach Europy w Sofii zdobyła brązowy medal w kategorii do 60 kg. W półfinale przegrała z Finką Mirą Potkonen. W listopadzie tego samego roku zdobyła złoto podczas rozegranych w Nowym Delhi mistrzostw świata. Po kolejnych zwycięstwach z Nowozelandką Troy Garton, Indyjką Bombaylą Devią Laishram i Kazachszką Kariną Ibragimową okazała się lepsza w finale od Tajki Sudaporn Seesondee 3:2.
W czerwcu 2019 roku zdobyła srebrny medal na igrzyskach europejskich w Mińsku. W finale nie podeszła do walki przeciwko Mirze Potkonen z powodu kontuzji ręki.
W 2021 roku wzięła udział w Letnich Igrzyskach Olimpijskich 2020 w Tokio, gdzie w rywalizacji kobiet do 60 kg zdobyła złoty medal, pokonując w finale Beatriz Ferreirę. W 2024 roku ponownie wystartowała na Letnich Igrzyskach Olimpijskich, gdzie w rywalizacji kobiet do 60 kg obroniła tytuł mistrzyni olimpijskiej.